# Восточна сільська рада (Світлинський район)
Восто́чна сільська рада (рос. Восточный сельский совет) — сільське поселення у складі Світлинського району Оренбурзької області Росії.
Адміністративний центр та єдиний населений пункт — селище Восточний.

## Населення
Населення — 509 осіб (2019; 735 в 2010, 1156 у 2002).